# Sara Rajaei
Sara Rajaei

Link zum Bild

Sara Rajaei (geboren 1976 in Abadan) ist eine iranisch-niederländische bildende Künstlerin und Filmemacherin.

## Biografie
Rajaei studierte ab 1996 an der Universität der Künste Teheran und von 1998 bis 2002 an der Koninklijke Academie van Beeldende Kunsten (KABK) in Den Haag, wo sie sich auf 3D-Kunst spezialisierte. Von 2003 bis 2004 war sie Gastkünstlerin an der Rijksakademie van beeldende kunsten in Amsterdam. Seit 2004 wird ihre Arbeit, die Installation, Performance und Videokunst umfasst, weltweit auf Festivals und Ausstellungen gezeigt. Im Jahr 2009 wurde sie mit dem Prix de Rome für bildende Kunst ausgezeichnet und erhielt 2010 ein Residenzstipendium des Künstlerhaus Schloss Balmoral. 2014 sowie 2018/19 war sie Gastdozentin an der KABK Den Haag und gehörte 2019 zu den Scouts des Prix de Rome.
Rajaei beschäftigt sich in ihrer Arbeit mit den Themen Erinnerung und Zeitwahrnehmung. Durch die Dekonstruktion und Rekonstruktion der Erzählung entwickelt sie ihre Geschichten in der Zeit. Sie fokussiert auf Emotionen und Details, die den Zuschauer einbeziehen und zum Nachdenken anregen. Ihre filmischen Werke wurden auf dem International Film Festival Rotterdam, den Rencontres Internationales Paris Berlin Madrid, der Art Brussels und im Museum für moderne und zeitgenössische Kunst in Rijeka gezeigt.

## Werke in Sammlungen
- LIMA/Montevideo, Amsterdam[1]
- Fotomuseum Winterthur
- Niederländisches Finanzministerium

## Filmografie (Auswahl Kurzfilme)
- 2004 A Day of Amnesia
- 2006 Charismatic Fates & Vanishing Dates
- 2009 Sharzad
- 2009 Forever For a While
- 2010 Objects of Purely Sentimental Value
- 2010 A Leap Year That Started on a Friday
- 2012 1978 the 231st Day
- 2015 There Was the Dream and There Was a Memory Connected With It
- 2013 The Motel in the Well (in Kooperation mit Neva Lukic)
- 2016 In the Gaze of Panoptes
- 2017 The Slightest Trace of Something
- 2017 A Composition in Blue, Red & Other Colours
- 2022 Yet Another Leap Year
- 2024 City of Poets